# گرلز جنریشن (آلبوم گرلز جنریشن)
«گرلز جنریشن» (کره‌ای: 소녀시대; آوایی: Sonyeo Sidae) اولین آلبوم گرلز جنریشن است که در سال ۲۰۰۷ میلادی منتشر شد. این آلبوم در مارس ۲۰۰۸، بار دیگر و این بار با نام «بیبی‌بیبی» منتشر شد. تور کنسرت «به سوی دنیای جدید» برای تبلیغ این آلبوم استفاده شد. این تور در دسامبر ۲۰۰۹ در شهر سئول آغاز شد و در اکتبر ۲۰۱۰ و در تایوان پایان یافت. قبل از این تور نیزگرلز جنریشن در جهت تبلیغ آلبوم در برنامه‌های موسیقی حضور پیدا کردند.

## لیست آهنگ
| گرلز جنریشن | گرلز جنریشن                                           | گرلز جنریشن                            | گرلز جنریشن               | گرلز جنریشن   | گرلز جنریشن |
| شماره       | نام                                                   | سراینده                                | آهنگساز                   | تنظیم‌کننده    | مدت         |
| ----------- | ----------------------------------------------------- | -------------------------------------- | ------------------------- | ------------- | ----------- |
| ۱.          | «گرلز جنریشن» (소녀시대; سونیوشیده)                   | لی سئونگ چئول                          | سونگ جائه‌جون              | کنزی          | ۳:۵۰        |
| ۲.          | «اوه، لا لا!»                                         | یون هیوسانگ                            | استیو لی                  | آن ایک‌سو      | ۳:۵۴        |
| ۳.          | «بیبی بیبی»                                           | هوانگ سئونگ‌جه                          | هوانگ سئونگ‌جه             | هوانگ سئونگ‌جه | ۳:۱۱        |
| ۴.          | «کامل»                                                | انگرید اسکرتینگ جان لیسدا چو یونگ‌کیونگ | انگرید اسکرتینگ جان لیسدا | هونگ سئوک     | ۳:۵۶        |
| ۵.          | «بوسیدن تو»                                           | لی‌آن کوان یون‌جانگ                      | لی‌آن                      | لی‌آن          | ۳:۱۸        |
| ۶.          | «چرخ و فلک»                                           | کیم جئونگ بائه                         | کنزی                      | کنزی          | ۳:۱۴        |
| ۷.          | «اشک‌ها» (그대를 부르면; جوده‌لول بلومیان)              | کیم سئوک‌هیون                           | پارک کیوان                | پارک کیوان    | ۳:۵۲        |
| ۸.          | «تینکربل»                                             | چو یون‌کیونگ                            | انگرید اسکرتینگ           | کنزی          | ۲:۵۶        |
| ۹.          | «7989» (کانگتا و ته‌یئون)                              | کانگتا                                 | کانگتا                    | کانگتا        | ۳:۳۱        |
| ۱۰.         | «عسل» (소원; سوون)                                    | انگرید اسکرتینگ کوان یون‌جانگ           | اینگرید اسکرتینگ          | کنزی          | ۳:۱۵        |
| ۱۱.         | «به سوی دنیای جدید» (다시 만난 세계; داشی مانان سه‌گه) | کیم جئونگ بائه                         | کنزی                      | کنزی          | ۴:۲۵        |
| مجموع مدت:  | مجموع مدت:                                            | مجموع مدت:                             | مجموع مدت:                | مجموع مدت:    | ۳۹:۲۲       |

### آلبوم بازپخش
| بیبی بیبی – بازپخش (ترانه‌های اضافی) | بیبی بیبی – بازپخش (ترانه‌های اضافی)   | بیبی بیبی – بازپخش (ترانه‌های اضافی) | بیبی بیبی – بازپخش (ترانه‌های اضافی) | بیبی بیبی – بازپخش (ترانه‌های اضافی) | بیبی بیبی – بازپخش (ترانه‌های اضافی) |
| شماره                               | نام                                   | سراینده                             | آهنگساز                             | تنظیم‌کننده                          | مدت                                 |
| ----------------------------------- | ------------------------------------- | ----------------------------------- | ----------------------------------- | ----------------------------------- | ----------------------------------- |
| ۱۲.                                 | «بوسیدن تو (ریمیکس اسکول راک)»        | کوان یون جانگ لی‌آن                  | لی‌آن                                | لی‌آن                                | ۳:۰۵                                |
| ۱۳.                                 | «بزن بریم گرلز جنریشن!» (نسخهٔ طولانی) |                                     |                                     |                                     | ۹:۴۷                                |
| ۱۴.                                 | «بزن بریم گرلز جنریشن!» (نسخهٔ کوتاه)  |                                     |                                     |                                     | ۶:۱۸                                |